# 开读之变
开读之变，或称周顺昌事件，是明代苏州人拒捕周顺昌的事件。

## 历史
天启六年（1626年），魏忠贤閹黨党羽、巡抚毛一鹭、御史徐吉到苏州逮捕東林黨人士周顺昌等東林七君子。周顺昌平日有德於苏州人民，遂激起苏州民众的愤怒。当魏忠贤派的锦衣卫（雅称“缇骑”）到苏州逮捕周顺昌时，苏州民眾数万人聚集衙门，文震亨、楊廷樞、王節、劉羽翰等諸生開始陳情，沒想到錦衣衛用「東廠」名號來恐嚇民眾，民眾反而大怒，把錦衣衛軍官們包圍痛打，打死一人，其餘錦衣衛負傷逃跑。毛一鹭躲到厕所而侥幸逃脱。知府寇慎、知縣陳文瑞委婉勸說民眾，民眾才解散。
事件发生以后，東廠特務誣告蘇州人造反，企圖截斷河流，搶劫漕運船隻。魏忠贤大驚，以苏州人谋反为由，欲派兵镇压。颜佩韦等五名普通市民为保护多数人而投案，被判处死刑。這次事變以後，東廠錦衣衛士兵們甚至不敢跨出北京城門。临刑时，五人相顾笑谈，痛骂魏忠贤，引颈就刃。
天启七年（1627年），崇祯帝朱由检即位，魏忠贤畏罪自杀，五人被平反。苏州民众自发集资，拆毁了毛一鹭为魏忠贤所造的“普惠生祠”，在其旧址起墓合葬了五人的遗体，并书墓碑为“五人之墓”，即今五人墓。当时的复社领袖张溥有感于五义士的义举，撰写了《五人墓碑记》为墓志铭，以赞扬五义士的高风亮节，其文后被收入《古文观止》做压卷之作。